# Schāh Ruch
Schāh Ruch (شاهرخ میرزا Schahroch Mirza, DMG Šāhruḫ Mīrzā, * 20. August 1377; † 13. März 1447 in Rey) war ein Timuriden-Herrscher mit Sitz in Herat (Chorasan, heute Afghanistan).

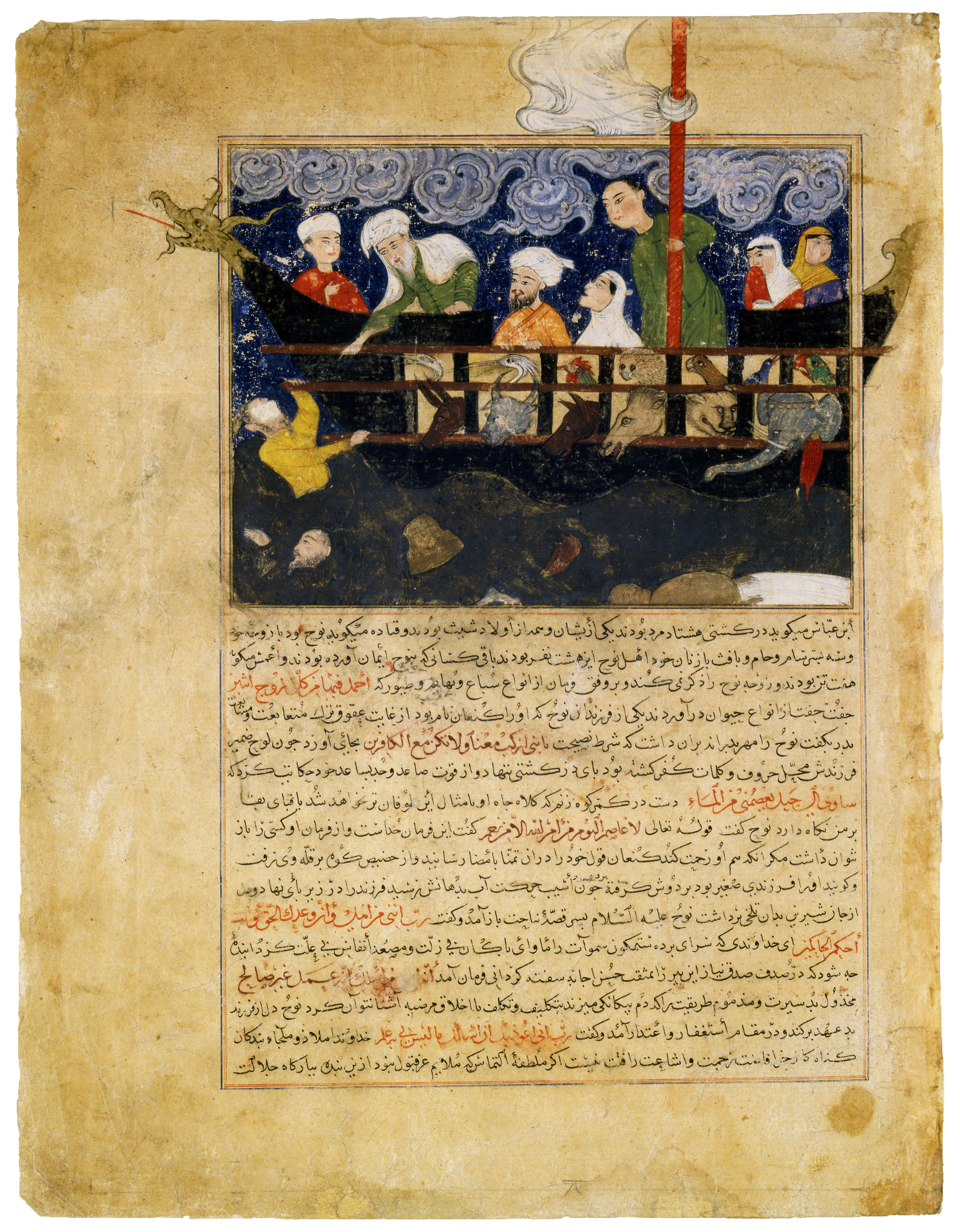
Die Arche Noah. Miniaturmalerei von Hafiz-i Abru. Entstanden im Auftrag Schah-Ruchs

Der vierte Sohn Timurs und dessen Konkubine Taghāy Tarkān Āghā war seit 1397 der Statthalter Chorasans, Sistans und Mazandarans. Als der Eroberer starb, brach unter seinen zahlreichen Söhnen und Enkeln ein Erbfolgestreit aus. Der von Timur noch selbst ausgewählte Nachfolger, Pir Muhammad, wurde 1405 durch Chalil, einen anderen Enkel Timurs, verdrängt. Der 21-jährige Chalil verfiel dann bald in Ausschweifungen, missachtete die Rangordnung bei Hofe und wurde von den Emiren abgesetzt, die an seiner Stelle Schāh Ruch als Herrscher anerkannten (1407).
Schāh Ruch zögerte die Auseinandersetzung mit dem Prinzen wegen der Feindseligkeit seines älteren Bruders Miran Schah, des Vaters von Chalil, hinaus (Miran Schah war nach einem Unfall wegen exzessiver Grausamkeit unter Vormundschaft seiner Söhne, aber immer noch im Amt). Schließlich besetzte er im Mai 1409 Samarkand und erreichte die Kapitulation seines Neffen, da er dessen Lieblingsfrau als Faustpfand hatte.
Schāh Ruch brach mit der Eroberungspolitik seines Vaters und wechselte mehrere Gesandtschaften mit Ming-China. Seine Politik sorgte für Kontinuität und baldigen wirtschaftlichen und kulturellen Aufschwung. Er verlegte seine Hauptstadt nach Herat und machte Persisch zur neuen „Staatssprache“. Er wurde zusammen mit seiner Frau Gauhar-Schad (1457 hingerichtet) ein humaner Förderer der persischen Literatur und Kunst, aber auch ein großer Bauherr. Herat (z. B. Musallā-Komplex 1417 ff.) und Samarkand (z. B. Ulugbek-Madrasa 1417/21, Schah-i Zinda-Komplex 1435 fertiggestellt) zählten zu dieser Zeit zu den schönsten Städten Asiens. Allerdings schwankt Schāh Ruchs Bewertung in der Geschichte etwas, denn es ist nicht klar, inwieweit Gauhar-Schad und drei besonders verdiente Beamte seine erfolgreiche Politik mitbestimmt haben.
Der Schah war für seine Frömmigkeit bekannt, trotzdem war er auch zur Kriegsführung fähig. Im April 1408 wurden die Timuridenfürsten Westpersiens von den Turkmenen der Schwarzen Hammel bei Täbris geschlagen und Schāh Ruchs älterer Bruder Miran Schah fiel. Hinzu kamen vereinzelte Revolten seiner zahlreichen Verwandten (1409, 1413/14), so dass Schāh Ruchs Oberherrschaft in Kerman, Isfahan und Schiras nie unangefochten war. Als die Turkmenen ihren Machtbereich weiter ausdehnten, musste sich Schāh Ruch für seine Verwandten einsetzen und führte 1420/21, 1429 und 1434 erfolgreich Krieg in Aserbaidschan. Nach seinem dritten Feldzug setzte er 1435 Dschahan Schah als neuen Turkmenenfürsten ein und bestätigte so deren Legitimität; jedoch behielt er die nominelle Oberherrschaft.
Der Schah starb auf einem Feldzug gegen einen seiner Enkel im Winterlager zu Rey. Sein Nachfolger wurde sein einziger noch lebender Sohn Ulug Beg (reg. 1447–49), der zuvor als Statthalter in Samarkand fungiert hatte und als Astronom berühmt war.